# Buffalo (Minnesota)
Pour les articles homonymes, voir Buffalo.
La ville de Buffalo est le siège du comté de Wright, dans l’État du Minnesota, aux États-Unis. Sa population s’élevait à 15 453 habitants lors du recensement de 2010, estimée à 16 103 habitants en 2016.

## Histoire
Buffalo a été établie en 1856 et nommée d’après le lac Buffalo . Un bureau de poste était en opération à Buffalo depuis 1856.